# Prasinophytae
Die Prasinophytae sind eine Gruppe von Grünalgen, die direkt den Chloroplastida zugeordnet wird. Einige Arten sind für Algenblüten verantwortlich.

## Merkmale
Die meisten Vertreter sind bohnen- bis sternförmige begeißelte Einzeller. Es gibt auch unbegeißelte (kokkoidale) Formen. Sie zählen zu den kleinsten eukaryotischen Plankton-Arten.
Die Zellen besitzen ein, zwei, vier oder acht Geißeln, die in einer Geißeltasche ansetzen. Die Geißeln schlagen in Brustschwimmerart. Die Basalkörper-Wurzeln besitzen eine Struktur der X2X2-Konfiguration. Im Geißelapparat befinden sich vielschichtige Strukturen („multilayered structures“, MLS), die als ursprünglich für die Grünalgen angesehen werden. An der Zelloberfläche befinden sich organische Schuppen. Es kommen pro Art bis zu sieben Schuppentypen vor. Die äußere Schuppenschicht formt eine Theka. Die Bildung der Schuppen erfolgt im Golgi-Apparat.
Bei der Mitose kollabiert die metazentrische Spindel in der Telophase.
Einige Arten bilden bis 1 mm große Zysten als Überdauerungsformen, sogenannte Phycomata (Einzahl Phycoma). Hierzu zählt z. B. Halosphaera. Ähnliches ist von fossilen Algen aus dem Proterozoikum und Paläozoikum bekannt.
Die Ernährung erfolgt durch Autotrophie (Photosynthese) oder Osmotrophie. Auch Mixotrophie kommt vor.

## Vorkommen
Die Prasinophytae sind wichtige Vertreter des marinen Planktons. Sie können einen wesentlichen Teil der Plankton-Biomasse ausmachen. Es gibt auch Vertreter in Brack- und Süßwasser.

## Systematik
Der Umfang der Prasinophytae ist starken Änderungen unterworfen, da die Gruppe nicht monophyletisch sein dürfte. Im Folgenden die Systematik nach Adl 2012:
- Crustomastix
- Halosphaera
- Pyramimonas[5]
- Pycnococcus
- Pseudoscourfieldia
- Prasinococcus

Die Chlorodendrales, bei Lewis und McCourt noch Teil der Prasinophytae, werden nach Adl et al. nicht mehr hier eingeordnet, sondern direkt zu den Chlorophyta gestellt, ebenso Nephroselmis.